# 1870 a vasúti közlekedésben
Ez a szócikk a 1870-ben történt vasúti eseményeket mutatja be.

## Események Magyarországon
- január 9. – Megnyílt a Hatvan és Miskolc közötti vasútvonal.
- június 16. – Megnyílt a Csaba (ma Békéscsaba) és Hódmezővásárhely közötti vasútvonal.
- november 16. – Megnyílt a  Hódmezővásárhely–Szeged-Rókus-vasútvonal és az algyői Tisza-híd.